# بخش جزیره بزرگ، شهرستان ماریون، اوهایو
بخش جزیره بزرگ (به انگلیسی: Big Island Township) یک منطقهٔ مسکونی در ایالات متحده آمریکا است که در شهرستان ماریون، اوهایو واقع شده‌است.
 بخش جزیره بزرگ ۹۱٫۴ کیلومتر مربع مساحت و ۱٬۲۰۵ نفر جمعیت دارد و ۲۷۷ متر بالاتر از سطح دریا واقع شده‌است.